# Jess McMahon
Roderick James «Jess» McMahon Sr. (26 de mayo de 1882 - 22 de noviembre de 1954) fue un promotor estadounidense de ascendencia irlandesa de lucha libre profesional y boxeo profesional, y el patriarca de la familia McMahon. No es seguro si él o su hijo Vincent J. McMahon fue el fundador de Capitol Wrestling Corporation. Si bien algunas fuentes afirman que fue su hijo, otras fuentes lo mencionan como el fundador de la empresa. Desde 1982, la compañía, conocida hoy como WWE, ha sido dirigida por su nieto, Vincent K. McMahon.

## Primeros años
Roderick James McMahon nació el 29 de octubre de 1882 en Queens, Nueva York, hijo del propietario del hotel Roderick McMahon (1846–1922) y Elizabeth McMahon (1848–1911), del County Galway. Sus padres se habían mudado recientemente de Irlanda a Nueva York. Él y sus hermanos Lauretta (nacido en 1876), Catharine (nacida en 1878) y Edward (nacido en 1880) asistieron al Manhattan College. McMahon se graduó con un diploma comercial a la edad de 17 años. Los hermanos McMahon mostraron un mayor interés en los deportes que en la carrera bancaria.

## Carrera
En 1909, los hermanos McMahon eran socios gerentes del Olympic Athletic Club y bookers en los Empire y St. Nichols Athletic Clubs, ubicados en Harlem. Debido a la pérdida de interés público en el boxeo, los dos McMahon expandieron sus asuntos en 1911, fundando los New York Lincoln Giants, un equipo de béisbol negro, que jugaba en el Olympic Field en Harlem. Con un equipo que incluía a cinco de los mejores jugadores negros de la nación (a quienes los McMahon reclutaron fuera de los equipos de Chicago y Filadelfia), los Lincoln Giants dominaron a los oponentes negros y blancos durante tres temporadas. En 1914, las dificultades económicas les obligaron a vender el equipo; sin embargo, retuvieron los contratos de muchos de los jugadores, y durante tres años más operaron otro equipo, las Lincoln Stars, utilizando Lenox Oval en 145th Street como campo local.. De gira con el equipo, McMahon y su hermano se aventuraron a La Habana, Cuba, en 1915, donde co-promocionaron la pelea de 45 asaltos entre Jess Willard y el entonces campeón Jack Johnson.
En la década de 1930, los McMahon operaban el Commonwealth Casino, en East 135th Street en Harlem. El boxeo fue la principal atracción. Los McMahon contrataron luchadores negros para atender a la creciente población negra de Harlem; las peleas entre negros y blancos atrajeron a las multitudes racialmente mixtas más grandes. En 1922, establecieron un equipo de baloncesto profesional negro, Commonwealth Big 5, para tratar de atraer clientes al casino. Durante dos años, el equipo derrotó a oponentes blancos y negros, incluido el otro equipo profesional negro de Harlem, el Rens. Los periodistas deportivos consideraban a los 5 grandes como el mejor equipo negro de la nación, aunque no pudieron derrotar al equipo blanco dominante de la época, los Original Celtics. A pesar de su éxito, los 5 Grandes no atrajeron grandes multitudes, y los McMahons cerraron el equipo después de la temporada 1923/1924, dejando a los Rens como el equipo negro dominante de las décadas de 1920 y 1930.
Después de 1915, Jess se estableció en Long Island, donde se convirtió en el primer McMahon en promover la lucha libre profesional, en el Freeport Municipal Stadium. Las guerras de lucha llevaron a McMahon a aliarse con otra facción independiente, capitaneada por Carlos Louis Henriquez. Juntos reservaron los estadios Coney Island y Brooklyn Sport, siendo Carlos el principal favorito de los fanáticos. La formación de "The Trust" calmó lo suficiente el territorio de Nueva York como para permitir que McMahon tuviera acceso a un grupo más grande de luchadores. Entre esos luchadores estaban Jim Browning, Hans Kampfer, Mike Romano y Everette Marshall. Para 1937, la popularidad de la lucha libre estaba decayendo. Sin embargo, mientras que la mayoría de los bookers abandonaron la ciudad en busca de terreno más fresco, Jess se atrincheró a largo plazo. Sus contactos le permitieron intercambiar luchadores libremente con promotores en Pensilvania, Nueva Jersey, Maryland y Connecticut. Una fuerza perpetua en los deportes del Noreste, McMahon puede ser más recordado por su hechizo como casamentero en el Garden que por sus 20 años como promotor de lucha libre.

## Vida personal y muerte
McMahon se casó con una joven de Nueva York llamada Rose E. Davis en 1912 que era de ascendencia irlandesa, y juntos tuvieron tres hijos: Roderick James Jr. y Vincent, y su hija Dorothy. Su nieto, Vince McMahon, fue más conocido por ser el presidente y director ejecutivo de WWE. Los bisnietos de Jess Stephanie McMahon y Shane McMahon también trabajaron para la empresa. El 22 de noviembre de 1954, como resultado de una hemorragia cerebral, Jess murió en un hospital en Wilkes-Barre, Pensilvania. A su muerte, su segundo hijo, Vincent, se hizo cargo del negocio, creando finalmente la promoción World Wide Wrestling Federation, conocida hoy como WWE.